# Charles Bediako
Charles Bediako (Brampton, 10 marzo 2002) è un cestista canadese con cittadinanza statunitense.

## Carriera

### Nazionale
Con la nazionale Under-19 canadese ha vinto la medaglia di bronzo ai Mondiali di categoria del 2021.